# Río Huerva
El río Huerva, en aragonés La Uerba, es un río del noreste de España, afluente del río Ebro. Nace en la Sierra de Cucalón, Sistema Ibérico, en Fonfría, Teruel, a 1280 metros de altitud. Pasa por localidades como Fonfría (nacimiento), Bea, Lagueruela, Ferreruela de Huerva, Villahermosa del Campo, Badules, Villadoz, Villarreal de Huerva, Mainar, Cerveruela, Vistabella de Huerva, Tosos (antiguamente Alcañiz de la Huerva), Villanueva de Huerva, Mezalocha, Muel, Mozota, Botorrita, María de Huerva, Cadrete, Cuarte de Huerva,  y, tras recorrer 128 km, desemboca en el río Ebro a su paso por la ciudad de Zaragoza.
Posee una cuenca de 1020 km². Su aportación media al Ebro es de 67 hm³ anuales.

## Obras hidráulicas

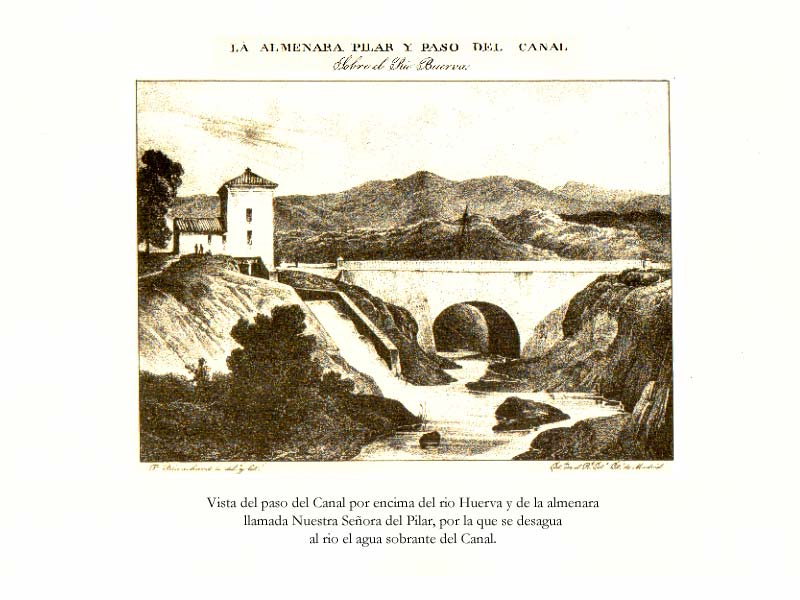
Canal Imperial de Aragón, versión digitalizada de una serie de grabados de 1833.

En la desembocadura, una parte de su recorrido a través de la ciudad de Zaragoza transcurre oculto bajo tierra, ya que, en los años 20 y 30, cuando se proyectó el ensanche de Zaragoza, se decidió cubrir el Huerva para facilitar la construcción de calles como la Gran Vía y el paseo de la Constitución.
El caudal del río varía con frecuencia en su último tramo debido a que en el denominado Ojo del Canal, a la entrada de la ciudad, se derivan las aguas sobrantes del Canal Imperial de Aragón, que lleva aguas del Ebro, hacia el río Huerva.
En Tosos sus aguas se represan en el embalse de las Torcas.

## Topónimo
El Huerva ha sido bautizado de distintas formas por las civilizaciones que se asentaron en su cuenca. Antiguamente, era llamado "Río del aceite", por los numerosos olivares que crecían en sus orillas. Los celtíberos lo llamaron Olca y los musulmanes Bhat Warba. Desde el siglo XIV, fue conocido como "la Uerba" y aunque en la actualidad se le llama "el Huerva", hay quien todavía lo llama por su denominación femenina.
Según el lingüista E. Bascuas, el topónimo Huerva, procedería de un tema hidronímico paleoeuropeo *orw-, derivado de la raíz indoeuropea *er- 'fluir, moverse'.

## La crecida que detuvo al Ebro
En el mes de septiembre de 1830, el río Huerva tuvo dos importantes crecidas. La primera, el día 2, arruinó los murallones del Ojo de la Huerva. La segunda, el día 13, fue tan grande, que al adentrarse en el cauce del río Ebro, detuvo su corriente.